# Кабрис
Кабрис (фр. Cabris) насеље је и општина у Француској у региону Прованса-Алпи-Азурна обала, у департману Приморски Алпи која припада префектури Грас.
По подацима из 2011. године у општини је живело 1427 становника, а густина насељености је износила 262,8 становника/km². Општина се простире на површини од 5,43 km². Налази се на средњој надморској висини од 550 метара (максималној 762 m, а минималној 240 m).

## Демографија
| 1962. | 1968. | 1975. | 1982. | 1990. | 1999. | 2011. |
| ----- | ----- | ----- | ----- | ----- | ----- | ----- |
| 489   | 658   | 770   | 1.131 | 1.307 | 1.472 | 1.427 |

График промене броја становника у току последњих година